# Élections régionales de 2015 à Casablanca-Settat

Carte de la région.

Les élections régionales à Casablanca-Settat se déroulent le 4 septembre 2015.

## Résultats

### Global
|                          | Hassan Harris            | PJD                      | 288 922   | 24,66 | 30 |  |  |
|                          | Bouchaib Ammar           | PAM                      | 228 885   | 19,54 | 19 |  |  |
|                          | Othmane Tarmounia        | PI                       | 169 287   | 14,45 | 12 |  |  |
|                          | Mohamed Haddadi          | RNI                      | 106 520   | 9,09  | 6  |  |  |
|                          | Abdelaziz Lachraf        | USFP                     | 100 333   | 8,56  | 3  |  |  |
|                          | Abdellatif Mirdass       | UC                       | 94 263    | 8,05  | 4  |  |  |
|                          | Abdelmajid Rabhi         | PPS                      | 60 285    | 5,15  | 0  |  |  |
|                          | Miloudi Benchelha        | MP                       | 60 007    | 5,12  | 1  |  |  |
|                          |                          |                          |           |       |    |  |  |
| Total                    | Total                    | Total                    | 2 588 270 | 100   | 75 |  |  |
| Abstentions              | Abstentions              | Abstentions              | 1 416 819 | 54,74 |    |  |  |
| Inscrits / Participation | Inscrits / Participation | Inscrits / Participation | 1 171 451 | 45,26 |    |  |  |

### Par préfecture et province

#### Aïn Chock
| Parti       | Parti                                         | Suffrage | Suffrage | Sièges | Sièges |
| Parti       | Parti                                         | #        | %        | #      | %      |
| ----------- | --------------------------------------------- | -------- | -------- | ------ | ------ |
|             | Parti de la justice et du développement (PJD) | 20 365   | 49,89    | 3      | 60,00  |
|             | Union constitutionnelle (UC)                  | 7 140    | 17,49    | 2      | 40,00  |
|             | Rassemblement national des indépendants (RNI) | 5 667    | 13,88    |        |        |
|             | Parti de l'Istiqlal (PI)                      | 2 473    | 6,06     |        |        |
|             | Parti authenticité et modernité (PAM)         | 2 306    | 5,65     |        |        |
|             | Mouvement populaire (MP)                      | 771      | 1,89     |        |        |
|             | Union socialiste des forces populaires (USFP) | 610      | 1,49     |        |        |
|             | Fédération de la gauche démocratique (FGD)    | 474      | 1,16     |        |        |
|             | Parti du progrès et du socialisme (PPS)       | 373      | 0,91     |        |        |
|             | Parti Al Ahd Addimocrati (AHD)                | 319      | 0,78     |        |        |
|             | Parti de la société démocratique (PSD)        | 286      | 0,70     |        |        |
|             | Front des forces démocratiques (FFD)          | 33       | 0,08     |        |        |
|             |                                               |          |          |        |        |
| Inscrits    | Inscrits                                      | 118 036  | 100,00   |        |        |
| Abstentions | Abstentions                                   | 77 219   | 65,42    |        |        |
| Exprimés    | Exprimés                                      | 40 817   | 34,58    |        |        |

#### Aïn Sebaâ-Hay Mohammadi
| Parti       | Parti                                                       | Suffrage | Suffrage | Sièges | Sièges |
| Parti       | Parti                                                       | #        | %        | #      | %      |
| ----------- | ----------------------------------------------------------- | -------- | -------- | ------ | ------ |
|             | Parti de la justice et du développement (PJD)               | 22 150   | 39,41    | 3      | 60,00  |
|             | Parti authenticité et modernité (PAM)                       | 7 542    | 13,42    | 2      | 40,00  |
|             | Union constitutionnelle (UC)                                | 5 956    | 10,60    |        |        |
|             | Rassemblement national des indépendants (RNI)               | 5 535    | 9,85     |        |        |
|             | Union socialiste des forces populaires (USFP)               | 4 147    | 7,38     |        |        |
|             | Parti de l'Istiqlal (PI)                                    | 3 210    | 5,71     |        |        |
|             | Mouvement populaire (MP)                                    | 2 968    | 5,28     |        |        |
|             | Parti du progrès et du socialisme (PPS)                     | 2 441    | 4,34     |        |        |
|             | Parti des Néo-Démocrates (PND)                              | 875      | 1,56     |        |        |
|             | Fédération de la gauche démocratique (FGD)                  | 627      | 1,12     |        |        |
|             | Parti de la renaissance et de la vertu (PRV)                | 359      | 0,64     |        |        |
|             | Parti de l'environnement et du développement durable (PEDD) | 248      | 0,44     |        |        |
|             | Mouvement démocratique et social (MDS)                      | 121      | 0,22     |        |        |
|             | Front des forces démocratiques (FFD)                        | 31       | 0,06     |        |        |
|             |                                                             |          |          |        |        |
| Inscrits    | Inscrits                                                    | 188 751  | 100,00   |        |        |
| Abstentions | Abstentions                                                 | 132 541  | 70,22    |        |        |
| Exprimés    | Exprimés                                                    | 56 210   | 29,78    |        |        |

#### Al Fida-Mers Sultan
| Parti       | Parti                                                       | Suffrage | Suffrage | Sièges | Sièges |
| Parti       | Parti                                                       | #        | %        | #      | %      |
| ----------- | ----------------------------------------------------------- | -------- | -------- | ------ | ------ |
|             | Parti de la justice et du développement (PJD)               | 16 158   | 43,46    | 2      | 66,66  |
|             | Rassemblement national des indépendants (RNI)               | 4 925    | 13,25    | 1      | 33,33  |
|             | Parti authenticité et modernité (PAM)                       | 4 204    | 11,31    |        |        |
|             | Parti de l'Istiqlal (PI)                                    | 3 456    | 9,23     |        |        |
|             | Union constitutionnelle (UC)                                | 2 895    | 7,79     |        |        |
|             | Mouvement populaire (MP)                                    | 2 240    | 6,03     |        |        |
|             | Union socialiste des forces populaires (USFP)               | 1 959    | 5,27     |        |        |
|             | Parti du progrès et du socialisme (PPS)                     | 621      | 1,67     |        |        |
|             | Parti de l'environnement et du développement durable (PEDD) | 293      | 0,79     |        |        |
|             | Parti des Néo-Démocrates (PND)                              | 127      | 0,34     |        |        |
|             | Parti Al Ahd Addimocrati (AHD)                              | 123      | 0,33     |        |        |
|             | Parti du renouveau et de l'équité (PRE)                     | 122      | 0,33     |        |        |
|             | Front des forces démocratiques (FFD)                        | 56       | 0,15     |        |        |
|             |                                                             |          |          |        |        |
| Inscrits    | Inscrits                                                    | 137 141  | 100,00   |        |        |
| Abstentions | Abstentions                                                 | 99 962   | 72,89    |        |        |
| Exprimés    | Exprimés                                                    | 37 179   | 27,11    |        |        |

#### Ben M'sick
| Parti       | Parti                                         | Suffrage | Suffrage | Sièges | Sièges |
| Parti       | Parti                                         | #        | %        | #      | %      |
| ----------- | --------------------------------------------- | -------- | -------- | ------ | ------ |
|             | Parti de la justice et du développement (PJD) | 12 069   | 36,54    | 2      | 66,66  |
|             | Union constitutionnelle (UC)                  | 9 250    | 28,00    | 1      | 33,33  |
|             | Parti de l'Istiqlal (PI)                      | 2 731    | 8,27     |        |        |
|             | Mouvement populaire (MP)                      | 1 753    | 5,31     |        |        |
|             | Parti authenticité et modernité (PAM)         | 1 470    | 4,45     |        |        |
|             | Union socialiste des forces populaires (USFP) | 1 092    | 3,31     |        |        |
|             | Parti de l'Espoir (PE)                        | 220      | 0,66     |        |        |
|             | Front des forces démocratiques (FFD)          | 142      | 0,43     |        |        |
|             | Parti du renouveau et de l'équité (PRE)       | 110      | 0,33     |        |        |
|             |                                               |          |          |        |        |
| Inscrits    | Inscrits                                      | 96 534   | 100,00   |        |        |
| Abstentions | Abstentions                                   | 63 500   | 65,78    |        |        |
| Exprimés    | Exprimés                                      | 33 034   | 34,22    |        |        |

#### Benslimane
| Parti       | Parti                                                       | Suffrage | Suffrage | Sièges | Sièges |
| Parti       | Parti                                                       | #        | %        | #      | %      |
| ----------- | ----------------------------------------------------------- | -------- | -------- | ------ | ------ |
|             | Parti de l'Istiqlal (PI)                                    | 12 947   | 17,37    | 2      | 66,66  |
|             | Mouvement populaire (MP)                                    | 11 062   | 14,84    | 1      | 33,33  |
|             | Parti de la justice et du développement (PJD)               | 9 987    | 13,40    |        |        |
|             | Rassemblement national des indépendants (RNI)               | 9 949    | 13,35    |        |        |
|             | Parti du progrès et du socialisme (PPS)                     | 7 778    | 10,43    |        |        |
|             | Union socialiste des forces populaires (USFP)               | 7 042    | 9,45     |        |        |
|             | Parti authenticité et modernité (PAM)                       | 7 011    | 9,41     |        |        |
|             | Parti de l'environnement et du développement durable (PEDD) | 2 498    | 3,35     |        |        |
|             | Front des forces démocratiques (FFD)                        | 2 110    | 2,83     |        |        |
|             | Fédération de la gauche démocratique (FGD)                  | 1 395    | 1,87     |        |        |
|             | Union constitutionnelle (UC)                                | 1 111    | 1,49     |        |        |
|             | Parti des Néo-Démocrates (PND)                              | 801      | 1,07     |        |        |
|             | Parti de la réforme et du développement (PRD)               | 455      | 0,61     |        |        |
|             | Parti de la société démocratique (PSD)                      | 392      | 0,53     |        |        |
|             |                                                             |          |          |        |        |
| Inscrits    | Inscrits                                                    | 117 443  | 100,00   |        |        |
| Abstentions | Abstentions                                                 | 42 905   | 32,51    |        |        |
| Exprimés    | Exprimés                                                    | 74 538   | 67,49    |        |        |

#### Berrechid
| Parti       | Parti                                         | Suffrage | Suffrage | Sièges | Sièges |
| Parti       | Parti                                         | #        | %        | #      | %      |
| ----------- | --------------------------------------------- | -------- | -------- | ------ | ------ |
|             | Parti authenticité et modernité (PAM)         | 28 307   | 26,61    | 2      | 40,00  |
|             | Parti de l'Istiqlal (PI)                      | 25 845   | 24,29    | 2      | 40,00  |
|             | Parti de la justice et du développement (PJD) | 14 368   | 13,51    | 1      | 20,00  |
|             | Union socialiste des forces populaires (USFP) | 11 418   | 10,73    |        |        |
|             | Rassemblement national des indépendants (RNI) | 10 925   | 10,27    |        |        |
|             | Union constitutionnelle (UC)                  | 5 727    | 5,38     |        |        |
|             | Mouvement populaire (MP)                      | 5 447    | 5,12     |        |        |
|             | Parti de la renaissance et de la vertu (PRV)  | 1 492    | 1,40     |        |        |
|             | Parti des Néo-Démocrates (PND)                | 845      | 0,79     |        |        |
|             | Parti démocrate national (PDN)                | 735      | 0,69     |        |        |
|             | Parti de l'Espoir (PE)                        | 709      | 0,67     |        |        |
|             | Parti marocain libéral (PML)                  | 568      | 0,53     |        |        |
|             |                                               |          |          |        |        |
| Inscrits    | Inscrits                                      | 166 880  | 100,00   |        |        |
| Abstentions | Abstentions                                   | 60 494   | 36,25    |        |        |
| Exprimés    | Exprimés                                      | 106 386  | 63,75    |        |        |

#### Casablanca-Anfa
| Parti       | Parti                                                       | Suffrage | Suffrage | Sièges | Sièges |
| Parti       | Parti                                                       | #        | %        | #      | %      |
| ----------- | ----------------------------------------------------------- | -------- | -------- | ------ | ------ |
|             | Parti de la justice et du développement (PJD)               | 25 731   | 44,94    | 3      | 60,00  |
|             | Rassemblement national des indépendants (RNI)               | 6 348    | 11,09    | 2      | 40,00  |
|             | Parti de l'Istiqlal (PI)                                    | 5 936    | 10,37    |        |        |
|             | Parti authenticité et modernité (PAM)                       | 4 903    | 8,56     |        |        |
|             | Union constitutionnelle (UC)                                | 4 685    | 8,18     |        |        |
|             | Union socialiste des forces populaires (USFP)               | 4 251    | 7,42     |        |        |
|             | Parti du progrès et du socialisme (PPS)                     | 2 352    | 4,11     |        |        |
|             | Parti du renouveau et de l'équité (PRE)                     | 986      | 1,72     |        |        |
|             | Parti de la liberté et de la justice sociale (PLJS)         | 725      | 1,27     |        |        |
|             | Parti de l'environnement et du développement durable (PEDD) | 441      | 0,77     |        |        |
|             | Parti du centre social (PCS)                                | 359      | 0,63     |        |        |
|             | Mouvement populaire (MP)                                    | 356      | 0,62     |        |        |
|             | Parti des Néo-Démocrates (PND)                              | 184      | 0,32     |        |        |
|             |                                                             |          |          |        |        |
| Inscrits    | Inscrits                                                    | 188 718  | 100,00   |        |        |
| Abstentions | Abstentions                                                 | 131 461  | 69,66    |        |        |
| Exprimés    | Exprimés                                                    | 57 257   | 30,34    |        |        |

#### El Jadida
| Parti       | Parti                                         | Suffrage | Suffrage | Sièges | Sièges |
| Parti       | Parti                                         | #        | %        | #      | %      |
| ----------- | --------------------------------------------- | -------- | -------- | ------ | ------ |
|             | Parti authenticité et modernité (PAM)         | 33 573   | 20,00    | 2      | 28,57  |
|             | Parti de l'Istiqlal (PI)                      | 31 993   | 19,06    | 2      | 28,57  |
|             | Union socialiste des forces populaires (USFP) | 26 809   | 15,97    | 2      | 28,57  |
|             | Parti de la justice et du développement (PJD) | 21 278   | 12,68    | 1      | 14,29  |
|             | Mouvement populaire (MP)                      | 18 458   | 11,00    |        |        |
|             | Union constitutionnelle (UC)                  | 11 096   | 6,61     |        |        |
|             | Rassemblement national des indépendants (RNI) | 10 051   | 5,99     |        |        |
|             | Parti du progrès et du socialisme (PPS)       | 6 634    | 3,95     |        |        |
|             | Fédération de la gauche démocratique (FGD)    | 6 216    | 3,70     |        |        |
|             | Mouvement démocratique et social (MDS)        | 931      | 0,56     |        |        |
|             | Parti du renouveau et de l'équité (PRE)       | 834      | 0,33     |        |        |
|             |                                               |          |          |        |        |
| Inscrits    | Inscrits                                      | 286 668  | 100,00   |        |        |
| Abstentions | Abstentions                                   | 118 795  | 41,44    |        |        |
| Exprimés    | Exprimés                                      | 167 873  | 58,56    |        |        |

#### Hay Hassani
| Parti       | Parti                                         | Suffrage | Suffrage | Sièges | Sièges |
| Parti       | Parti                                         | #        | %        | #      | %      |
| ----------- | --------------------------------------------- | -------- | -------- | ------ | ------ |
|             | Parti de la justice et du développement (PJD) | 18 788   | 52,34    | 3      | 60,00  |
|             | Parti authenticité et modernité (PAM)         | 5 514    | 15,36    | 2      | 40,00  |
|             | Parti de l'Istiqlal (PI)                      | 3 005    | 8,37     |        |        |
|             | Parti du progrès et du socialisme (PPS)       | 2 974    | 8,29     |        |        |
|             | Rassemblement national des indépendants (RNI) | 1 855    | 5,17     |        |        |
|             | Union constitutionnelle (UC)                  | 1 732    | 4,83     |        |        |
|             | Union socialiste des forces populaires (USFP) | 1 301    | 3,62     |        |        |
|             | Fédération de la gauche démocratique (FGD)    | 597      | 1,66     |        |        |
|             | Parti des Néo-Démocrates (PND)                | 84       | 0,23     |        |        |
|             | Front des forces démocratiques (FFD)          | 46       | 0,13     |        |        |
|             |                                               |          |          |        |        |
| Inscrits    | Inscrits                                      | 124 552  | 100,00   |        |        |
| Abstentions | Abstentions                                   | 88 656   | 71,18    |        |        |
| Exprimés    | Exprimés                                      | 35 896   | 28,82    |        |        |

#### Médiouna
| Parti       | Parti                                         | Suffrage | Suffrage | Sièges | Sièges |
| Parti       | Parti                                         | #        | %        | #      | %      |
| ----------- | --------------------------------------------- | -------- | -------- | ------ | ------ |
|             | Parti authenticité et modernité (PAM)         | 14 510   | 39,39    | 2      | 66,66  |
|             | Parti de l'Istiqlal (PI)                      | 8 880    | 24,11    | 1      | 33,33  |
|             | Parti de la justice et du développement (PJD) | 6 065    | 16,47    |        |        |
|             | Union constitutionnelle (UC)                  | 5 163    | 14,02    |        |        |
|             | Parti du progrès et du socialisme (PPS)       | 2 095    | 5,69     |        |        |
|             | Union socialiste des forces populaires (USFP) | 120      | 0,33     |        |        |
|             |                                               |          |          |        |        |
| Inscrits    | Inscrits                                      | 58 792   | 100,00   |        |        |
| Abstentions | Abstentions                                   | 21 959   | 37,35    |        |        |
| Exprimés    | Exprimés                                      | 36 833   | 62,65    |        |        |

#### Mohammédia
| Parti       | Parti                                         | Suffrage | Suffrage | Sièges | Sièges |
| Parti       | Parti                                         | #        | %        | #      | %      |
| ----------- | --------------------------------------------- | -------- | -------- | ------ | ------ |
|             | Parti de la justice et du développement (PJD) | 20 074   | 27,21    | 2      | 40,00  |
|             | Parti authenticité et modernité (PAM)         | 13 812   | 18,72    | 2      | 40,00  |
|             | Union socialiste des forces populaires (USFP) | 10 713   | 14,52    | 1      | 20,00  |
|             | Rassemblement national des indépendants (RNI) | 9 427    | 12,78    |        |        |
|             | Mouvement populaire (MP)                      | 8 855    | 12,00    |        |        |
|             | Parti de l'Istiqlal (PI)                      | 3 822    | 5,18     |        |        |
|             | Union constitutionnelle (UC)                  | 2 692    | 3,65     |        |        |
|             | Parti du progrès et du socialisme (PPS)       | 1 795    | 2,43     |        |        |
|             | Fédération de la gauche démocratique (FGD)    | 1 125    | 1,52     |        |        |
|             | Front des forces démocratiques (FFD)          | 909      | 1,23     |        |        |
|             | Mouvement démocratique et social (MDS)        | 557      | 0,75     |        |        |
|             |                                               |          |          |        |        |
| Inscrits    | Inscrits                                      | 159 803  | 100,00   |        |        |
| Abstentions | Abstentions                                   | 86 022   | 53,83    |        |        |
| Exprimés    | Exprimés                                      | 73 781   | 46,17    |        |        |

#### Moulay Rachid
| Parti       | Parti                                                       | Suffrage | Suffrage | Sièges | Sièges |
| Parti       | Parti                                                       | #        | %        | #      | %      |
| ----------- | ----------------------------------------------------------- | -------- | -------- | ------ | ------ |
|             | Parti de la justice et du développement (PJD)               | 19 342   | 42,94    | 3      | 60,00  |
|             | Rassemblement national des indépendants (RNI)               | 9 188    | 20,40    | 2      | 40,00  |
|             | Parti authenticité et modernité (PAM)                       | 3 334    | 7,40     |        |        |
|             | Union constitutionnelle (UC)                                | 3 088    | 6,86     |        |        |
|             | Parti de l'Istiqlal (PI)                                    | 2 798    | 6,21     |        |        |
|             | Parti du progrès et du socialisme (PPS)                     | 2 093    | 4,65     |        |        |
|             | Union socialiste des forces populaires (USFP)               | 1 588    | 3,53     |        |        |
|             | Parti de l'environnement et du développement durable (PEDD) | 1 105    | 2,45     |        |        |
|             | Mouvement populaire (MP)                                    | 1 013    | 2,25     |        |        |
|             | Parti démocratique de l'indépendance (PDI)                  | 430      | 0,95     |        |        |
|             | Parti de la renaissance et de la vertu (PRV)                | 400      | 0,89     |        |        |
|             | Parti du centre social (PCS)                                | 310      | 0,69     |        |        |
|             | Parti des Néo-Démocrates (PND)                              | 196      | 0,44     |        |        |
|             | Parti Al Ahd Addimocrati (AHD)                              | 169      | 0,38     |        |        |
|             |                                                             |          |          |        |        |
| Inscrits    | Inscrits                                                    | 163 800  | 100,00   |        |        |
| Abstentions | Abstentions                                                 | 118 755  | 72,50    |        |        |
| Exprimés    | Exprimés                                                    | 45 045   | 27,50    |        |        |

#### Nouaceur
| Parti       | Parti                                         | Suffrage | Suffrage | Sièges | Sièges |
| Parti       | Parti                                         | #        | %        | #      | %      |
| ----------- | --------------------------------------------- | -------- | -------- | ------ | ------ |
|             | Parti authenticité et modernité (PAM)         | 13 899   | 25,85    | 2      | 50,00  |
|             | Parti de l'Istiqlal (PI)                      | 13 899   | 24,75    | 2      | 50,00  |
|             | Parti de la justice et du développement (PJD) | 8 191    | 15,23    |        |        |
|             | Union constitutionnelle (UC)                  | 7 028    | 13,07    |        |        |
|             | Union socialiste des forces populaires (USFP) | 3 511    | 6,53     |        |        |
|             | Parti du progrès et du socialisme (PPS)       | 3 465    | 6,44     |        |        |
|             | Rassemblement national des indépendants (RNI) | 2 947    | 5,48     |        |        |
|             | Mouvement populaire (MP)                      | 155      | 2,36     |        |        |
|             | Parti du centre social (PCS)                  | 834      | 0,29     |        |        |
|             |                                               |          |          |        |        |
| Inscrits    | Inscrits                                      | 96 011   | 100,00   |        |        |
| Abstentions | Abstentions                                   | 42 235   | 43,99    |        |        |
| Exprimés    | Exprimés                                      | 53 776   | 56,01    |        |        |

#### Settat
| Parti       | Parti                                               | Suffrage | Suffrage | Sièges | Sièges |
| Parti       | Parti                                               | #        | %        | #      | %      |
| ----------- | --------------------------------------------------- | -------- | -------- | ------ | ------ |
|             | Parti de l'Istiqlal (PI)                            | 31 770   | 18,52    | 2      | 33,33  |
|             | Parti de la justice et du développement (PJD)       | 31 228   | 18,21    | 2      | 33,33  |
|             | Parti authenticité et modernité (PAM)               | 28 787   | 16,78    | 1      | 16,66  |
|             | Union constitutionnelle (UC)                        | 19 196   | 11,19    | 1      | 16,66  |
|             | Union socialiste des forces populaires (USFP)       | 16 026   | 9,34     |        |        |
|             | Mouvement démocratique et social (MDS)              | 14 018   | 8,17     |        |        |
|             | Parti du progrès et du socialisme (PPS)             | 11 715   | 6,83     |        |        |
|             | Rassemblement national des indépendants (RNI)       | 6 616    | 3,86     |        |        |
|             | Mouvement populaire (MP)                            | 4 759    | 2,77     |        |        |
|             | Fédération de la gauche démocratique (FGD)          | 3 339    | 1,95     |        |        |
|             | Front des forces démocratiques (FFD)                | 1 418    | 0,83     |        |        |
|             | Parti de l'unité et de la démocratie (PUD)          | 971      | 0,57     |        |        |
|             | Parti de la renaissance et de la vertu (PRV)        | 718      | 0,42     |        |        |
|             | Parti démocratique de l'indépendance (PDI)          | 415      | 0,24     |        |        |
|             | Parti de la liberté et de la justice sociale (PLJS) | 345      | 0,20     |        |        |
|             | Parti de l'Espoir (PE)                              | 212      | 0,13     |        |        |
|             |                                                     |          |          |        |        |
| Inscrits    | Inscrits                                            | 278 961  | 100,00   |        |        |
| Abstentions | Abstentions                                         | 107 158  | 38,51    |        |        |
| Exprimés    | Exprimés                                            | 171 533  | 61,49    |        |        |

#### Sidi Bennour
| Parti       | Parti                                         | Suffrage | Suffrage | Sièges | Sièges |
| Parti       | Parti                                         | #        | %        | #      | %      |
| ----------- | --------------------------------------------- | -------- | -------- | ------ | ------ |
|             | Parti authenticité et modernité (PAM)         | 50 364   | 41,07    | 2      | 40,00  |
|             | Parti de la justice et du développement (PJD) | 17 065   | 13,92    | 2      | 40,00  |
|             | Parti de l'Istiqlal (PI)                      | 14 078   | 11,48    | 1      | 20,00  |
|             | Rassemblement national des indépendants (RNI) | 13 819   | 11,27    |        |        |
|             | Parti du progrès et du socialisme (PPS)       | 12 603   | 10,28    |        |        |
|             | Union socialiste des forces populaires (USFP) | 8 316    | 6,78     |        |        |
|             | Union constitutionnelle (UC)                  | 3 243    | 2,64     |        |        |
|             | Fédération de la gauche démocratique (FGD)    | 3 139    | 2,56     |        |        |
|             |                                               |          |          |        |        |
| Inscrits    | Inscrits                                      | 191 665  | 100,00   |        |        |
| Abstentions | Abstentions                                   | 69 038   | 36,02    |        |        |
| Exprimés    | Exprimés                                      | 122 627  | 63,98    |        |        |

#### Sidi Bernoussi
| Parti       | Parti                                               | Suffrage | Suffrage | Sièges | Sièges |
| Parti       | Parti                                               | #        | %        | #      | %      |
| ----------- | --------------------------------------------------- | -------- | -------- | ------ | ------ |
|             | Parti de la justice et du développement (PJD)       | 26 063   | 46,03    | 3      | 60,00  |
|             | Parti authenticité et modernité (PAM)               | 9 349    | 16,51    | 1      | 20,00  |
|             | Rassemblement national des indépendants (RNI)       | 5 071    | 8,96     | 1      | 20,00  |
|             | Union constitutionnelle (UC)                        | 4 261    | 7,52     |        |        |
|             | Parti de l'Istiqlal (PI)                            | 3 031    | 5,35     |        |        |
|             | Parti de la renaissance et de la vertu (PRV)        | 1 708    | 3,02     |        |        |
|             | Union socialiste des forces populaires (USFP)       | 1 430    | 2,53     |        |        |
|             | Parti du progrès et du socialisme (PPS)             | 1 315    | 2,32     |        |        |
|             | Mouvement populaire (MP)                            | 1 057    | 1,87     |        |        |
|             | Parti de la liberté et de la justice sociale (PLJS) | 906      | 1,60     |        |        |
|             | Fédération de la gauche démocratique (FGD)          | 745      | 1,32     |        |        |
|             | Front des forces démocratiques (FFD)                | 609      | 1,08     |        |        |
|             | Parti de la réforme et du développement (PRD)       | 557      | 0,98     |        |        |
|             | Parti des Néo-Démocrates (PND)                      | 436      | 0,77     |        |        |
|             | Parti Al Ahd Addimocrati (AHD)                      | 88       | 0,16     |        |        |
|             |                                                     |          |          |        |        |
| Inscrits    | Inscrits                                            | 186 331  | 100,00   |        |        |
| Abstentions | Abstentions                                         | 129 705  | 69,61    |        |        |
| Exprimés    | Exprimés                                            | 56 626   | 30,39    |        |        |

### Répartition des sièges
| Parti | Parti | Ben M'sick | El Jadida | Hay Hassani | Casablanca-Anfa | Al Fida-Mers Sultan | Mohammédia | Nouaceur | Berrechid | Benslimane | Settat | Sidi Bernoussi | Sidi Bennour | Aïn Sebaâ-Hay Mohammadi | Aïn Chock | Médiouna | Moulay Rachid | Total |
| ----- | ----- | ---------- | --------- | ----------- | --------------- | ------------------- | ---------- | -------- | --------- | ---------- | ------ | -------------- | ------------ | ----------------------- | --------- | -------- | ------------- | ----- |
|       | PJD   | 2          | 1         | 3           | 3               | 2                   | 2          |          | 1         |            | 2      | 3              | 2            | 3                       | 3         |          | 3             | 30    |
|       | PAM   |            | 2         | 2           |                 |                     | 2          | 2        | 2         |            | 1      | 2              | 2            | 2                       |           | 2        |               | 19    |
|       | PI    |            | 2         |             |                 |                     |            | 2        | 2         | 2          | 2      |                | 1            |                         |           | 1        |               | 12    |
|       | RNI   |            |           |             | 2               | 1                   |            |          |           |            |        | 1              |              |                         |           |          | 2             | 6     |
|       | UC    | 1          |           |             |                 |                     |            |          |           |            | 1      |                |              |                         | 2         |          |               | 4     |
|       | USFP  |            | 2         |             |                 |                     |            | 1        |           |            |        |                |              |                         |           |          |               | 3     |
|       | MP    |            |           |             |                 |                     |            |          |           | 1          |        |                |              |                         |           |          |               | 1     |